# Richard Norris Williams

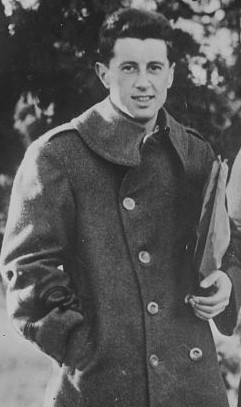
Richard Norris Williams.

Richard "Dick" Norris Williams II, född 29 januari 1891, Genève, Schweiz, död 2 juni 1968. Amerikansk högerhänt tennisspelare och överlevande från Titanic-katastrofen. Williams var en av världens främsta tennisspelare under 1910-och-20-talen. Åren 1914, 1919-23 och 1925 var Williams en av de tio bästa spelarna i världen, och 1923 rankades han som nummer fyra. Han vann under sin karriär sex titlar i de stora turneringarna som i dag klassas som Grand Slam (GS) -turneringar. Två av dessa titlar var i singel. Han upptogs 1957 i International Tennis Hall of Fame.

## Tenniskarriären
Sin första singeltitel i en GS-turnering vann Williams 1914 i amerikanska mästerskapen (senare US Open) vid Newport Casino. Han besegrade där landsmannen Maurice McLoughlin (6-3, 8-6, 10-8). År 1916 vann han åter singeltiteln där, denna gång efter finalseger över landsmannen Bill Johnston (4-6, 6-4, 0-6, 6-2, 6-4). Dubbeltiteln i Wimbledonmästerskapen 1920 vann han tillsammans med landsmannen Charles Garland
Han vann guld i mixed dubbel i de Olympiska sommarspelen 1924 tillsammans med Hazel Hotchkiss Wightman. Han var nära att lämna walk-over till finalspelet på grund av en ankelskada. Han övertalades dock av Wightman att ställa upp och i första han stå framme vid nätet och spela volley. Själv lovade hon att spela baslinjespel och vara den som skulle springa på bollarna. Taktiken lyckades fullständigt.
Williams deltog som aktiv spelare i det amerikanska Davis Cup-laget 1913-14, 1921, 1923 och 1925-26. Han spelade tretton matcher av vilka han vann tio. Från 1921, under lagets storhetstid, spelade han enbart dubbel, bland andra tillsammans med Bill Tilden. Han var kapten för laget under de segerrika åren 1921-26 och dessutom 1934.

## Spelaren och personen
Williams var en av de som överlevde Titanic-katastrofen. År 1912, han var då 21 år gammal, följde den i Schweiz födde Norris Williams med sina båda amerikanska föräldrar för att flytta till USA. Familjen reste med det nybyggda fartyget Titanic. Efter det att fartyget kolliderat med isberget och höll på att sjunka, dök Williams på uppmaning av sin far (som hörde till dem som omkom) i det iskalla vattnet. Han simmade bort till en livbåt och klängde fast vid den, fortfarande med benen delvis i vattnet, i över sex timmar. Han togs aldrig ombord på den överfyllda livbåten, men han hörde till de som slutligen räddades av annalkande fartyg. En skeppsläkare bedömde att hans båda ben omedelbart borde amputeras för att förhindra kallbrand. Han vägrade dock att gå med på operationen, och bara några månader senare spelade han tennis på elitnivå.
Williams lärde sig spela tennis i Schweiz. Redan som 12-åring vann han sin första juniorturnering i Schweiz. Han slog som regel underskruvade grundslag på båda forehand- och backhandsidan. Han var en utomordentlig volley-spelare. Framförallt är han känd för sitt offensiva, hårda och vågade spel. Han tog bollen tidigt på uppstuds och returnerade med stor kraft, ofta nära eller på linjerna. Han slog sin andraserve lika hård som den första, och han spelade alltid i ett högt tempo utan att någonsin variera detta. Hans spelstil innebar att han i sina bästa stunder var praktiskt taget oslagbar. Gång efter annan fick han dock se sig slagen av betydligt sämre spelare eftersom han ofta begick grova fel när han inte var i bästa form.
Under det första världskriget tjänstgjorde han i den amerikanska armén i Frankrike. För sina insatser där belönades han bland annat med utmärkelsen Croix de Guerre.

## Grand Slam-titlar
- Wimbledonmästerskapen
  - Dubbel - 1920
- Amerikanska mästerskapen
  - Singel - 1914, 1916
  - Dubbel - 1925, 1926
  - Mixed dubbel - 1912